# Barguzin (Bajkál-tó)
A Barguzin (oroszul Баргузин [Barguzin], burját nyelven Баргажан [Bargazsan]) folyó Oroszország ázsiai részén, Burjátföldön. A Bajkál-tó legnagyobb  mellékfolyóinak egyike.
Neve a burjátokkal rokon bargut népcsoport nevével függ össze, akiket a mongolok egykor erdei embereknek neveztek. A burját folyónév "(барга-жан)" jelentése kb.: 'elhagyott, félreeső vidék lakói'.

## Földrajz
Hossza: 480 km, vízgyűjtő területe: 21 100 km², évi közepes vízhozama: 130 m³/s.
Az Ikati-hegység lejtőin(ek kis tavaiból) ered. Felső szakaszán kezdetben északnyugat felé folyik, majd éles kanyarral délnyugat felé fordul. Itt még sekély, de sebes hegyi folyó. A hegyek közül kiérve a Barguzini-völgyben (vagy Barguzini-medencében) folyik végig, folyása lelassul, sok helyen ágakra bomlik. A völgy délnyugati végén fekvő Barguzin falun túl keskeny szorosban folyik tovább, áttöri magát a Barguzini-hegység déli nyúlványain és a Bajkál délkeleti partjának Barguzini-öblébe torkollik.
Az év 5-6 hónapjában jégpáncél borítja. Árvize májusban kezdődik, amikor a magasabb hegyekben is megindul az olvadás, és a július végi, augusztusi esőzések idején is nagy áradások jellemzik. 

## Települések
Partjain a két legnagyobb település: Kurumkan és Barguzin, mindkettő az azonos nevű járás székhelye. Utóbbitól 50 km-re, a torkolat közelében fekszik Uszty-Barguzin (az uszty jelentése 'torkolat'). A folyó a Garga beömléséig (249 km) hajózható, a rendszeres hajózás csak Mogojto kikötőig (226 km) lehetséges.

## Mellékfolyók
A folyó középső szakaszán, a Barguzini-völgyben veszi fel jelentősebb mellékfolyóit. 
- Nagyobb bal oldali mellékfolyói a Garga (151 km), az Argoda vagy Argada (144 km) és az Ina (152 km).
- A jobb oldaliak közül jelentősebb az Alla (57 km) és az Uljugna vagy Uljan (62 km).

## Természetvédelem
Felső folyásának északnyugatra tartó szakasza egy természetvédelmi terület része. A Dzserginszki természetvédelmi területet Burjátföld Kurumkani járásában alakították ki és a Barguzin Dzsirga nevű mellékfolyójáról (56 km) nevezték el. 
A 238 000 hektáron létrehozott védett terület célja az eredeti természetes állapot megőrzése a Barguzini-, az Ikati- és a Dél-mujai-hegység találkozásának, a Barguzin folyó felső szakaszának és ottani mellékfolyóinak vidékén. 
A védett rész kiterjed a Barguzin forrásvidékének közelében fekvő Amuti-medencére és az ottani kis hegyi tavakra is. Köztük legnagyobb a medencének nevet adó Amut-tó.